# Knobelsdorf (Saalfeld)
Knobelsdorf ist eine Ortslage im Ortsteil Saalfelder Höhe der Stadt Saalfeld/Saale im Landkreis Saalfeld-Rudolstadt in Thüringen.

## Geografie
An der Kreisstraße 153 liegt der Weiler Knobelsdorf. Die Straße von Reschwitz kommend erreicht dann in Knobelsdorf eine Höhenlage von 483 Meter über NN. Sie überwindet auf dieser Strecke mindestens 250 Höhenmeter. Die Hanglage, auf der Knobelsdorf liegt, ist stark kupiert und nach Osten geneigt sowie mit Wald und Gebüsch durchsetzt. Östlich befindet sich dann das Südostthüringer Schiefergebirge, das sich großflächiger und sanfter darstellt.

## Geschichte
Am 30. April 1417 wurde der Weiler erstmals urkundlich genannt. Über den mit 42 Personen bewohnten Weiler gibt folgende Literatur Auskunft. Die ursprüngliche Kirche wurde 1484 gebaut. Nach ihrer Zerstörung wurde die Kirche 1798 wieder aufgebaut. Bis 1918 lag der Ort im Leutenberger Gebiet der Oberherrschaft des Fürstentums Schwarzburg-Rudolstadt.

## Söhne und Töchter des Ortes
- August Gebauer (1792–1852), Schriftsteller
- Kurt Hartung (* 1925), Marathonläufer, Olympiateilnehmer